# Petrochelidon nigricans
La golondrina arborícola (Petrochelidon nigricans) es una especie de ave paseriforme de la familia Hirundinidae propia de Australasia y la Melanesia. Se reproduce en Australia, mayoritariamente en la latitud 20º y en Timor. Migra durante el invierno en dicho país, Nueva Guinea, el este de Indonesia y de la Línea de Wallace, además de las Islas Salomón. Es un ave divagante en Nueva Zelanda, donde se ha reproducido y en Nueva Caledonia. Esta especie se ubicó en el género Hirundo como Hirundo nigricans. Es un ave de tierras abiertas, preferiblemente con árboles altos con huecos para construir su nido. También es bastante común en áreas urbanas y suburbanas.

## Descripción
La golondrina de los árboles mide en promedio 13 cm. y posee una cola bifurcada. El adulto tiene una cola de color azul brillante, alas marrones, una frente castaña y una parte baja blanca. Ambos sexos son similares, pero los jóvenes son más apagados y marrones, con una frente más pálida en comparación a las plumas de la espalda y las alas. Su llamada es un gorjeo agudo. Se distingue de otras golondrinas australianas por la forma de su cola y su parte inferior clara. La especie más similar, el avión duende, posee una cabeza color castaño. Posee tres subespecies:
- H. n. nigricans: la subespecie de mayor tamaño, se reproduce en toda Australia, excepto la zona de Queensland, y también en Nueva Zelanda
- H. n.neglecta  : se reproduce al noreste de Australia. Es apenas más pequeño que la subespecie nominal nigricans, con un tamaño de 11-12 cm.
- H. n. timoriensis: la subespecie más pequeña, se reproduce sobre todo en Timor. Posee manchas negras en el pecho y el cuello.

## Comportamiento
La golondrina de los árboles se reproduce, variando según la región, de julio a enero, o bien en parejas o en pequeñas colonias, dependiendo del espacio que esté disponible para construir el nido. Estos se fabrican en hoyos naturales en árboles secos o grietas entre las rocas, así como en puentes y edificios. Esto es más común en el oeste del país y en ciudades como Adelaide y Perth. P. nigricans también utiliza los nidos de Hirundo neoxena y puede llegar a desplazarlos para esto.
El nido, normalmente hecho en un acantilado, está construido con pasto y hojas, pero también suele estar reforzado con barro o fibras vegetales; esto tiene el fin de reducir el ancho de la entrada hacia él. Suelen poner entre 3 y 5 huevos, generalmente 4 y son de tono amarronado con manchas blancas. También suele haber dos nidadas.
Las golondrinas de los árboles poseen un vuelo rápido y se alimentan a mayor altura que H. neoxena, casi a seis metros del suelo. Frecuentemente se las ve sobre árboles de eucalipto cazando insectos voladores, pero también se alimentan de sus larvas en el agua. La especie puede ser más bien gregaria cuando no se reproduce y también forma bandadas con los aviones duendes.

## Variedades y plumajes

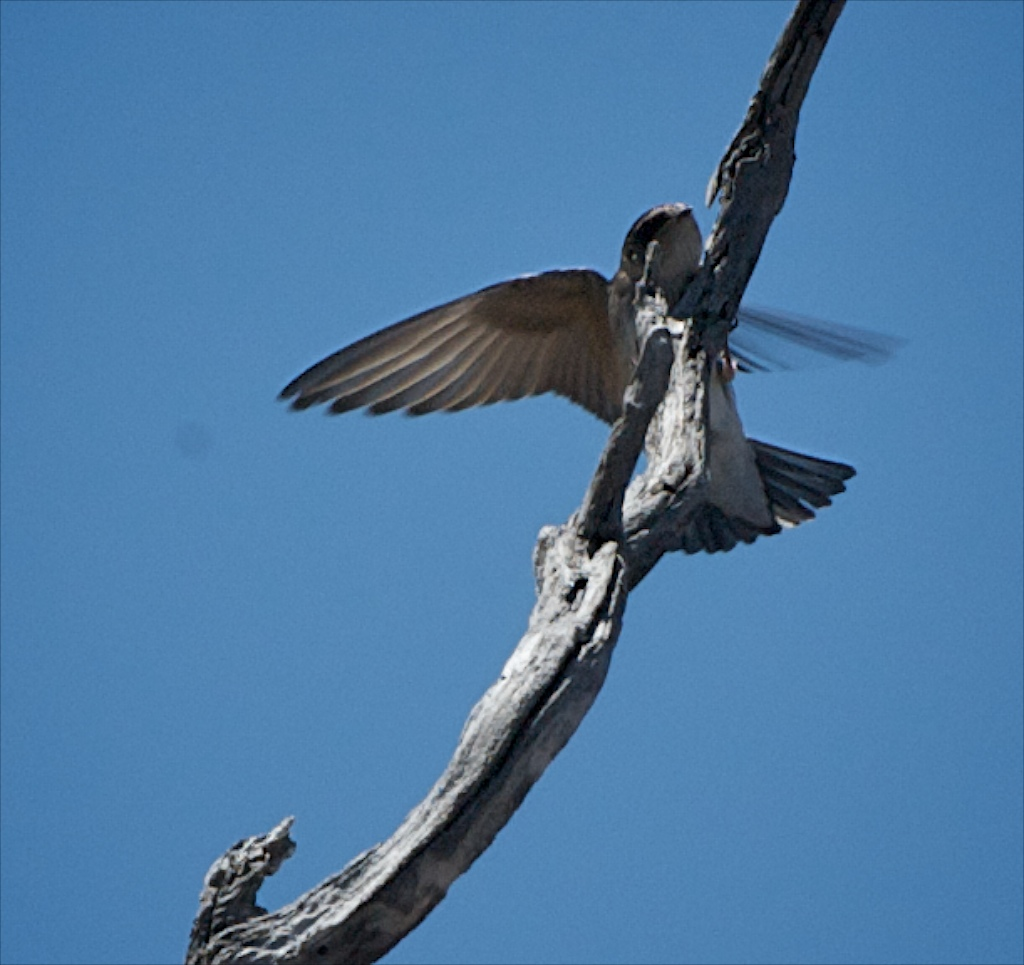
Golondrina de los árboles haciendo una pausa durante el vuelo.